# ماثيو هارفي
ماثيو هارفي (بالإنجليزية: Matthew Harvey) (و. 1781 – 1866 م) هو سياسي، ومحام، وقاض من الولايات المتحدة الأمريكية .
وهو عضو في الحزب الجمهوري، والحزب الديمقراطي الأمريكي .

## التعليم
تعلم في دارتموث.